# Tunchuangská hvězdná mapa

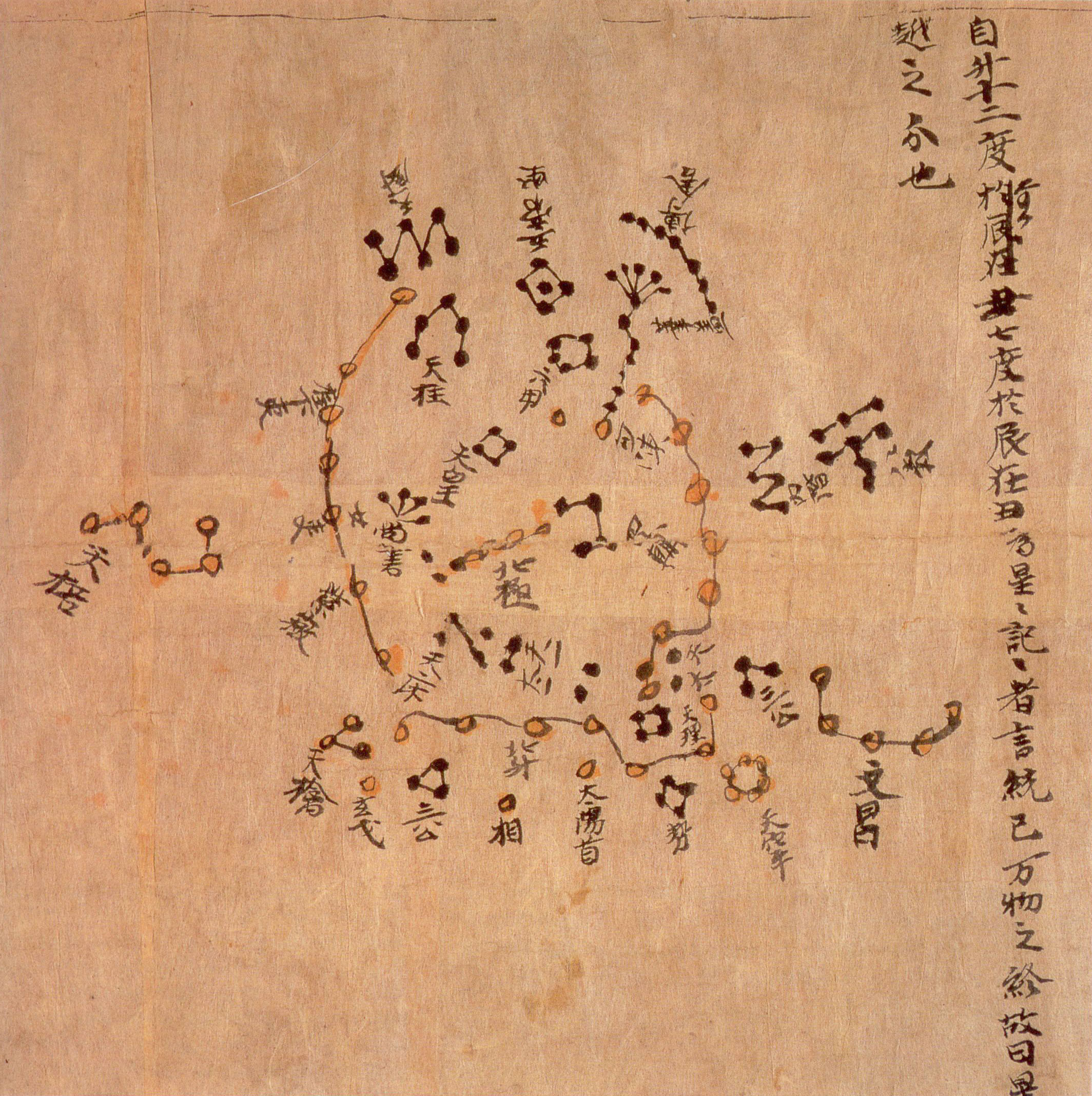
Detail hvězdné mapy z období říše Tchang zobrazující severní polární oblast (British Library Or.8210/S.3326). Tato mapa byla vytvořena kolem roku 700 za vlády císaře Žuej-cunga (705–710). Souhvězdí tří škol byly rozlišeny různými barvami: bílou, černou a žlutou (astronomové Wu Sien, Kan Te a Š’ Šen). Celá sada hvězdných map obsahovala 1300 hvězd.

Tunchuangská hvězdná mapa (čínsky pchin-jinem Dūnhuáng xīngtú, znaky zjednodušené 敦煌星图) je jedním z prvních známých grafických zobrazení hvězd z období středověké čínské astronomie – přesněji z období říše Tchang (618–907). Před objevem této mapy byly údaje o hvězdné obloze obsažené v historických čínských textech z velké části nejasné. Mapa poskytuje grafické ověření pozorování hvězd a je součástí série obrázků na jednom z rukopisů z Tun-chuangu objeveného v jeskyni Mo-kao. Výkladu mapy a výzkumu dalších tunchuangských rukopisů se věnuje Mezinárodní projekt Tun-chuang. Tunchuangská hvězdná mapa je dosud nejstarší dochovaný atlas hvězd na světě.

## Dějiny
Na počátku 20. století byla čínským taoistou Wang Jüan-luem objevena zazděná jeskyně Mo-kao obsahující soubor rukopisů. Svitek s hvězdnou mapou našel mezi těmito dokumenty Aurel Stein, když navštívil a prozkoumal obsah jeskyně v roce 1907. Jednou z prvních veřejných zmínek o tomto rukopisu v západních studiích byla kniha Věda a civilizace v Číně Josepha Needhama z roku 1959. Od té doby se mapě věnovalo jen několik publikací, téměř výhradně čínských.

## Barvy
Symboly pro hvězdy jsou rozděleny do tří různých skupin. Skupiny jsou prezentovány ve třech barvách představujících „Tři školy astronomické tradice“.
| Barva   | Čínský astronom | Komentáře                                                |
| ------- | --------------- | -------------------------------------------------------- |
| Černá   | Kan Te (甘德)   |                                                          |
| Červené | Š’ Šen (石申)   |                                                          |
| Bílý    | Wu Sien (巫咸)  | V jeho dílech byly nesrovnalosti, žil před Kanem a Š’em. |
| Žlutá   | Ostatní         |                                                          |